# Aaron Neville
Aaron Neville (Nova Orleans, 24 de janeiro de 1941) é um cantor estadunidense de música soul e R&B.

## Discografia

### álbuns de estúdio
| Ano  | Álbum                                 | Posição nas paradas    | Posição nas paradas  | Posição nas paradas | Posição nas paradas | Posição nas paradas | Certificações | Certificações | Selo         |
| Ano  | Álbum                                 | Top R&B/Hip-Hop Albums | Top Christian Albums | Top Gospel Albums   | US                  | CAN                 | US            | CAN           | Selo         |
| ---- | ------------------------------------- | ---------------------- | -------------------- | ------------------- | ------------------- | ------------------- | ------------- | ------------- | ------------ |
| 1986 | Mickey Mouse March                    | —                      | —                    | —                   | —                   | —                   | —             | —             | A&M          |
| 1991 | Warm Your Heart                       | 62                     | —                    | —                   | 44                  | 25                  | Platina       | Ouro          | A&M          |
| 1993 | The Grand Tour                        | —                      | —                    | —                   | 37                  | —                   | Platina       | Ouro          | A&M          |
| 1993 | Aaron Neville's Soulful Christmas     | —                      | —                    | —                   | 36                  | —                   | Platina       | Ouro          | A&M          |
| 1995 | The Tattooed Heart                    | 50                     | —                    | —                   | 64                  | —                   | Ouro          | —             | A&M          |
| 1997 | To Make Me Who I Am                   | 73                     | —                    | —                   | 188                 | —                   | —             | —             | A&M          |
| 2000 | Devotion                              | —                      | 28                   | 7                   | —                   | —                   | —             | —             | Chordant     |
| 2002 | Humdinger                             | —                      | —                    | —                   | —                   | —                   | —             | —             | EMI          |
| 2003 | Believe                               | —                      | 14                   | 2                   | 191                 | —                   | —             | —             | Telit        |
| 2003 | Nature Boy: The Standards AlbumA      | 85                     | —                    | —                   | —                   | —                   | —             | —             | Verve        |
| 2005 | Gospel Roots                          | —                      | —                    | —                   | —                   | —                   | —             | —             | Chordant     |
| 2005 | Christmas Prayer                      | 74                     | 14                   | 3                   | —                   | —                   | —             | —             | EMI Gospel   |
| 2006 | Mojo Soul                             | —                      | —                    | —                   | —                   | —                   | —             | —             | Music Avenue |
| 2006 | Bring It On Home... The Soul Classics | 20                     | —                    | —                   | 37                  | —                   | —             | —             | Burgundy     |